# Abu Yaqub Yusuf an-Nasr
Pour les articles homonymes, voir Abu Yusuf et An Nasr (homonymie).
Abû Ya`qûb Yûsuf an-Nasr (arabe : أَبُو يَعقُوب يُوسُف الناصر, ⴰⴱⵓ ⵢⵄⵇⵓⴱ ⵢⵓⵙⴼ ⵏⵏⴰⵚⵕ) (ناصر nāṣr, qui a le soutien de Dieu) est né au Maroc à une date inconnue. Fils d'Abû Yûsuf Ya`qûb, il lui succéda sans difficulté en 1286 comme sultan mérinide. Il est mort en 1307.

## Histoire
Abû Ya`qûb Yûsuf an-Nasr dut faire face à de nombreuses révoltes qui montrent que l'état mérinide était encore fragile. Ayant confié à l'un de ses frères une troupe pour mater une rébellion, celui-ci au lieu de le combattre s'allia aux rebelles pour renverser le sultan. Puis ce fut un autre parent qui s'insurgea, puis ce fut un des fils d'Abû Ya`qûb Yûsuf (1288). Quatre années plus tard c'est la tribu des Benî Wattas qui se révolte. Le fils rebelle qui s'était réfugié à Tlemcen réitèra vainement sa tentative.
Il laissa de côté l'Espagne, n'intervenant que contraint par les évènements. En 1291, Don Sanche de Castille rompit le traité de paix signé en 1285. Le Castillan s'allia aux Nasrides de Grenade contre les Mérinides. Les Castillans fournissaient les hommes et les Nasrides le financement. Tarifa qui appartenait aux Mérinides est assiégée pendant quatre mois par Don Sanche. La ville capitule en septembre 1291. Don Sanche garde la place malgré son accord avec les Nasrides. Mohammed al-Faqîh menait un jeu de bascule entre ses deux ennemis potentiels, les Mérinides et les Castillans. Il renverse ses alliances et se met du côté des Mérinides contre les Castillans. Abû Ya`qûb Yûsuf lassé des revirements de Mohammed al-Faqîh l'oblige à y mettre le prix. Comme prix de cette alliance, Abû Ya`qûb Yûsuf reçut un des quatre exemplaires du Coran que le calife Uthman avait fait rédiger et que les Omeyyades avaient amené de Damas à Grenade. Abû Ya`qûb Yûsuf mit le siège devant Tarifa mais ce fut un échec.
Les Abdalwadides de Tlemcen sont un plus gros problème car ils représentent une menace directe. Ils avaient accueilli le fils de félon d'Abû Ya`qûb Yûsuf. Tlemcen fut menacée à plusieurs reprises jusqu'en 1299 où il mit le siège devant la ville avec l'intention de la prendre à tout prix. Le siège dura, pendant ce temps un Mérinide rival prenait Ceuta. Finalement Abû Ya`qûb Yûsuf mourut assassiné par un eunuque pour une obscure affaire de harem (1307).

## Sources
1. ↑  ʻAlī ibn ʻAbd Allāh Ibn Abī Zarʻ al-Fāsī et Ṣāliḥ ibn ʻAbd al-Ḥalīm al-Gharnāṭī, Roudh el-Kartas: Histoire des souverains du Maghreb (Espagne et Maroc) et annales de la ville de Fès, Impr. impériale, 1860 (lire en ligne), p. 528

- Charles-André Julien, Histoire de l'Afrique du Nord, des origines à 1830, édition originale 1931, réédition Payot, Paris, 1994
- Le site en arabe http://www.hukam.net/